# Pantelej (općina)
Pantelej (općina) (ćirilično: Градска општина Пантелеј) je gradska općina Niša u Nišavskom okrugu u Srbiji. Središte općine je grad Niš. Općina Pantelej osnovana je 2004. godine, kao moderan i efikasan organ lokalne uprave na principima suvremenih općina u zemljama Europske unije.

## Zemljopis
Općina se prostire na 141.8 km², veći dio općine je ruralan u kojem je 12 sela a manji dio urbani. U seoskim naseljim razvijena je poljoprivreda.

## Stanovništvo
Prema najnovijim podacima općina ima 42.137 stanovnika.

## Naselja
- Brenica
- Vrelo
- Gornja Vrežina
- Gornji Matejevac
- Donji Matejevac
- Jasenovik
- Kamenica
- Knez Selo
- Malča
- Oreovac
- Pasjača
- Cerje
- dio urbanog područja grada Niša.

## Vanjske poveznice
- Službena stranica općine